# Ionaș-Florin Urcan
Ionaș-Florin Urcan (n. 19 decembrie 1974

) este un deputat român, ales în 2012.